# 比斯吉佐肉汁

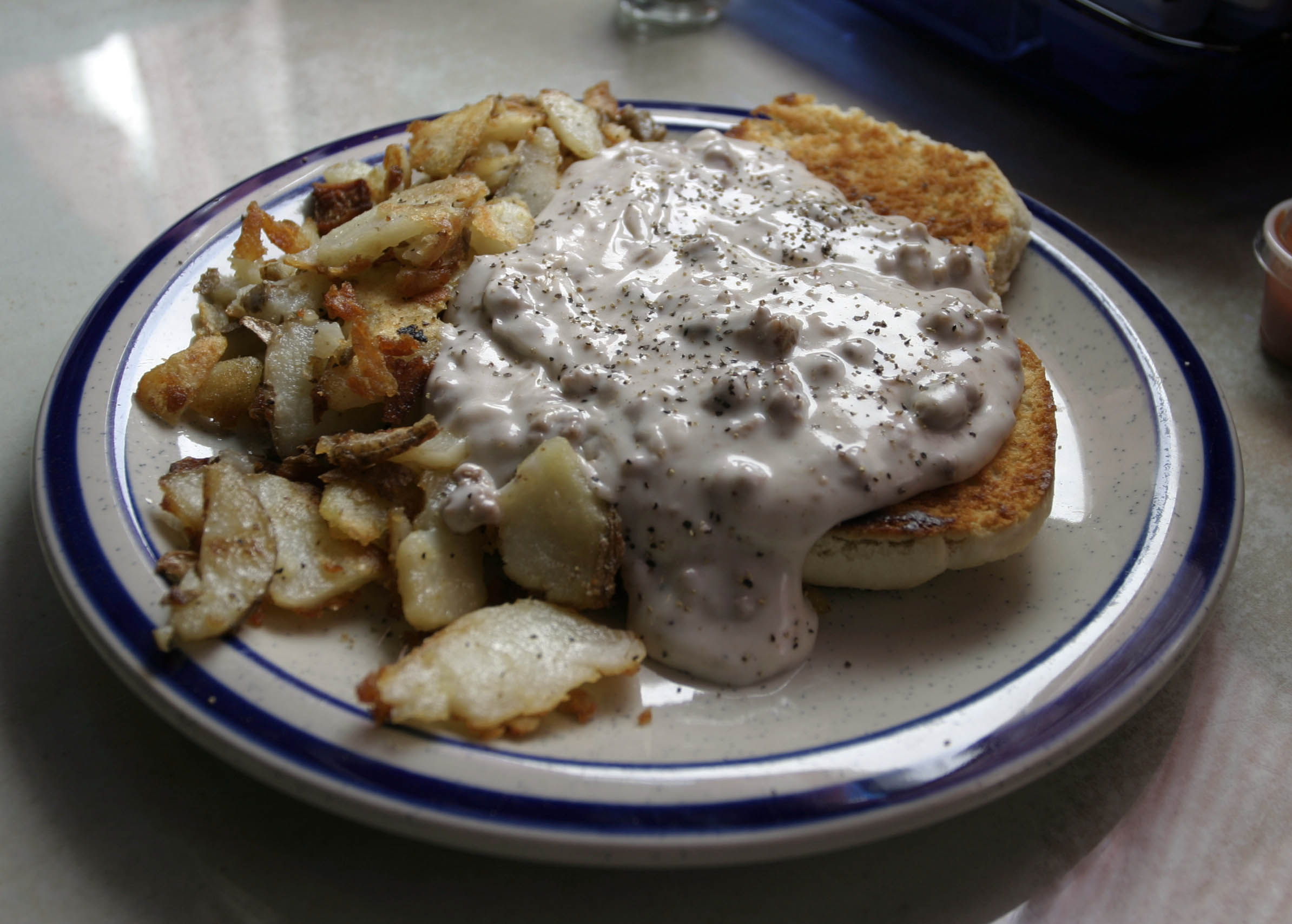
比斯吉佐肉汁搭配家鄉炸薯塊

比斯吉佐肉汁在美國是早餐常見菜色，常見於美國南部。 這道菜是鬆軟的比斯吉澆上香腸肉汁（sawmill）或一般肉汁。肉汁是以烹煮豬肉香腸留下的油脂，加上白麵粉、牛奶，通常（但不一定）會有一些香腸、培根、牛絞肉或其它肉類調製，常用黑胡椒調味。

## 歷史
美式英語和英式英語中的「biscuit」是截然不同的兩種食物。早期的「比斯吉硬餅乾（北美洲稱為：cookies）」源自烘烤兩次的麵包；北美洲的比司吉麵包反而比較像歐洲的鹹司康餅。
早期隨歐洲移民傳入美國的菜餚，大部分都以肉類、麵粉和肉汁為基礎。 美國的第一頭豬在1608年時由英格蘭運抵維吉尼亞州詹姆斯鎮，這種可食用的家畜廣受歡迎。
美國獨立戰爭（1775－1783）後，物資極度短缺，對於一個要整天在農莊工作的南方人來說，最重要的早餐要能吃飽又符合成本，因此比斯吉佐肉汁很快成為地區性獨有的菜餚。
北卡羅萊納州有間比斯吉佐肉汁的連鎖專賣店叫做「 比斯吉村（Biscuitville）」；西維吉尼亞州則有「 都多的比斯吉世界（Tudor's Biscuit World）」。麥當勞自2015年開始提供全天候早餐，在全美各地大多會有它們招牌的滿福麵包，但在美國東南部大部分地區提供的是比斯吉。

## 變化
比斯吉佐肉汁通常用香腸肉汁，但也可以用蛋肉汁，製作方法有以下兩種：
- 用培根的油脂（dripping）炒蛋，加入麵粉和牛奶製作肉汁，再將碎培根加回肉汁裡。[5]
- 製作奶油炒麵糊，做成棕色肉汁基底，再將散蛋打入煮滾的肉汁。

番茄肉汁則是白肉汁混合壓碎的番茄或番茄丁。
紐奧良地區的一些餐廳會將番茄沙司或義大利紅醬稱為紅肉汁。

## 外部連結
- 维基共享资源上的相關多媒體資源：Biscuits and gravy